# Kruiskapel (Ell)
De Kruiskapel is een kapel in Ell in de Nederlandse gemeente Leudal. De kapel staat aan de Niesstraat naast de begraafplaats midden in het dorp. Op ongeveer 120 meter naar het zuidwesten staat de Sint-Antonius Abtkerk. Op ongeveer 200 meter naar het noorden staat het Hoverkruus en op ongeveer 465 meter naar het noordoosten de Paulskapel.
De kapel is gewijd aan het kruis.

## Gebouw
De bakstenen kapel is opgetrokken op een rechthoekig plattegrond en wordt gedekt door een zadeldak. De kapel is aan drie zijden gesloten. Aan de voorzijde wordt de toegang afgesloten met een halfhoog sierhek en bovenin een houten daklijst die een drielobboog vormt.
Van binnen is de kapel wit geschilderd en op de achterwand is er een houten kruis met corpus opgehangen.